# Przekładnia cierna

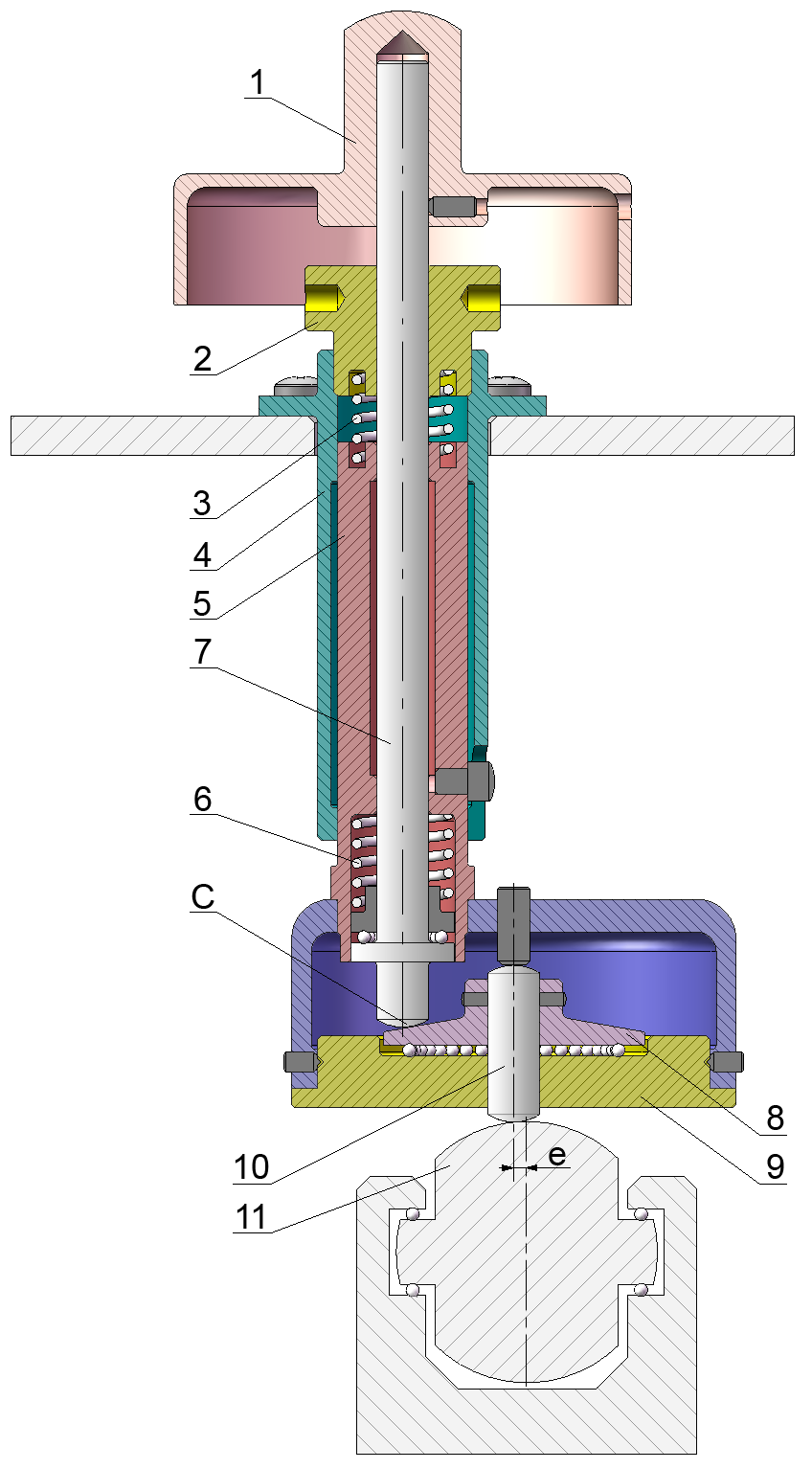
Dwustopniowa przekładnia cierna do precyzyjnego nastawiania prowadnicy w długościomierzu Abbego. Oznaczenia: 1- pokrętło, 2- tuleja gwintowana, 3- sprężyna górna, 4- tuleja nieruchoma, 5- tuleja suwliwa, 6- sprężyna dolna, 7- trzpień pierwszego stopnia przekładni, 8- koło talerzowe, 9-obudowa, 10- trzpień drugiego stopnia przekładni, 11- prowadnica liniowa

Przekładnia cierna – przekładnia mechaniczna, w której dwa poruszające się elementy (najczęściej obracające się) dociskane są do siebie, tak by powstało pomiędzy nimi połączenie cierne. Siła tarcia powstająca pomiędzy elementami odpowiedzialna jest za przeniesienie napędu.
Ze względu na jej charakter istnieje duża elastyczność w kształtowaniu geometrii przekładni ciernej. Także stosunkowo łatwo realizuje się wariatory cierne. Dodatkową zaletą takiej przekładni jest fakt, że spełnia ona także rolę sprzęgła poślizgowego. Przekładnie cierne stosowane są w mechanizmach drobnych i przyrządach precyzyjnych (np. mechanizmy nastawcze w długościomierzach i mikroskopach).
Wadą przekładni ciernej jest szybkie zużycie powierzchni ciernych, co obniża funkcjonalność przekładni, a także możliwość wystąpienia szkodliwego poślizgu pomiędzy elementami przekładni. Przy większych mocach występują też problemy z chłodzeniem przekładni. 
Materiały cierne stosowane w przekładniach ciernych powinny mieć następujące właściwości: 
- dobrą odporność na zużycie
- dostatecznie duży współczynnik tarcia
- możliwie duży współczynnik sprężystości
- małe straty na tarcie wewnętrzne
- małą higroskopijność.

Przykładowe kombinacje materiałów stosowane w przekładniach ciernych:
- Stal ze stalą – obie części współpracujące wykonuje się ze stali hartowanej stopowej (np. ze stali łożyskowej). Z powodu dużego współczynnika sprężystości powierzchnia zetknięcia elementów ciernych jest mała, co sprawia, że opory toczenia w przekładni są niewielkie. Powierzchnie współpracujące powinny mieć odpowiednią twardość (powyżej 60HRC) oraz być bardzo dokładnie wykonane (szlifowane i polerowane).
- Stal z gumą – stosowane gdy wymagany jest duży współczynnik tarcia, a straty spowodowane elastycznością materiału mają drugorzędne znaczenie. W tym skojarzeniu materiałów wymagany jest też wielokrotnie mniejszy docisk, niż w przypadku kombinacji stal ze stalą. Z uwagi na mniejsze dopuszczalne naciski wymiary przekładni są większe niż wtedy, gdy oba elementy są stalowe.
- Stal z kompozytem – ich właściwości leżą pomiędzy kombinacjami stal-stal i stal-guma, i są w znacznej mierze zależne od rodzaju zastosowanego kompozytu.